# Rábia l-Adavíja
Rábia l-Adavíja (Rábia l-Adavíja l-Kaszíjja, arab írással: رابعة العدوية القيسية) (714/717/718-801) baszrai születésű muszlim nő, korai szúfi misztikus. Úgy vélte, Istenhez a szeretetén keresztül vezet az út. Bár nem ő volt az első, aki ezt vallotta, de magatartásával és feltétlen odaadásával szúfik nemzedékét inspirálta évszázadokon át. Elzárkózott mások közeledésétől, megvetette a ragaszkodást a világi dolgokhoz, nem tartotta fontosnak a kába, sőt Mohamed tiszteletét sem, mindent alárendelt Istenhez való ragaszkodásának. Hamisnak tartotta azok vallási buzgóságát, akik csak a végítélet eljövetele miatt félik istent. A legenda szerint számtalan muszlim tudós kérte ki véleményét és tartotta példaképének. Ahogy az életéről szóló hagyományok, úgy a tanításai nagy részét is legendák alkotják, amelyeket az idő távlatából már alig lehet megkülönböztetni a hiteles információktól.
A szúfi misztika fejlődésében ő a három legismertebb baszrai misztikusnő egyike, a másik kettő Muadha l-Adawíja, az „aszkéta”, illetve Umm ad-Darda. Halála után egy évszázaddal neve már megjelent az írott forrásokban, és azóta is folyamatos a jelenléte a misztikus iszlámban. Ma is, közel tizenkét évszázaddal a halála után tudósok érdeklődésének középpontjában áll, a szúfizmus iránt érdeklődőktől kezdve azokig, akik a nők iszlámban betöltött szerepét kutatják.

## Élete
A hagyomány szerint 714-ben vagy 717–718-ban szegény családban született, és 801-ben, Bászrában halt meg, a városon kívül temették el. Gyermekkorában elrabolták és eladták rabszolgának. Lehetséges, hogy kajnát (énekes rabszolganőt) is csináltak belőle, de odaadása, Istenhez való ragaszkodása biztosította számára a szabadságot, így elzárkózhatott a külvilágtól. Cölibátust fogadott és magányban élt. Először a sivatagba ment önkéntes száműzetésbe, majd Bászrába, ahol számos tanítványt és követőt gyűjtött maga köré, olyanokat, akik tanácsért vagy imáért jöttek hozzá.
Már életében csodákat meséltek róla, akárcsak más muszlim szentekről. Például vendégei számára csodával biztosította az élelmet, ugyanígy maga is így menekült meg az éhezéstől.  Egy teve, amely elpusztult, amikor zarándoklaton volt, feléledt, hogy használhassa őt, vagy máskor a lámpa hiányát az a fény pótolta, amely Rábia körül ragyogott. Halála napján arra kérte a barátait, hogy távozzanak a halottas ágyától, hiszen Isten követei jönnek el, ne álljanak az útjukba. Amikor azok kimentek, hallották, hogy Rábia hitvallást tesz, és erre válaszul egy hangot hallottak, amely azt mondta: „Te nyugodt lélek! térj vissza Uradhoz elégedetten, szívesen látva, lépj szolgái közé, és lépj a Paradicsomba” (Korán, 89. szúra, 27-30). Mások  Rabia halála után  álmukban látták őt, és amikor megkérdezték tőle, hogy menekült meg Munkar és Nakír, a sír angyalai elől, amikor azok választ vártak Rábiától: „Ki a te Urad?”, mire ő így válaszolt: Azt mondtam: „térj vissza, és mondd meg Uradnak: Teremtményeid ezrei és ezrei mellett sem feledkeztél meg egy gyenge öregasszonyról. Én, akinek az egész világon csak Te voltál, soha nem feledkeztem meg Rólad. Hogy kérdezheted: ki a te Urad?”.

## Filozófiája: Isten feltétlen szeretete
Isten szeretete és az istenfélelem az iszlám két alapvető elve. Az iszlámban a legmagasabb szellemi teljesítmény az istenszeretethez kapcsolódik,  Isten mellett nem ismer el más hatalmat, auteritást:
„Vannak az emberek között olyanok, akik Allah mellé bálványokat helyeznek, akiket úgy szeretnek, mint Allahot. A hívők azonban erősebbek Allah szeretetében”.
A Próféta iránti szeretetéről kérdezve azt mondta: „Szeretem őt, de a Teremtő iránti szeretet elfordított a teremtményei iránti szeretettől”; majd máskor: „Az Isten iránti szeretetem annyira megszállt engem, hogy nem maradt hely arra, hogy bárkit is szeressek rajta kívül.”
Egy másik iszlám felfogás szerint Isten szeretete jócselekedetek felé vezet: „És tápláljátok étellel a rászorulókat, az árvákat és a foglyokat, az Ő (azaz Isten) iránti szeretetből”.
Az iszlámnak, akárcsak a kereszténységnek, számos misztikus és hagyománya van Isten szeretetéről:
„A szerelmesek számára a muszlim, a keresztény és a zsidó nem létezik. A szerelmesek számára a hit és a hitetlenség nem létezik.” vallotta Dzsalál ad-Dín Rúmí, a legnagyobb perzsa szúfi misztikus filozófus és költő a 13. században.
Az isteni szeretet muszlim értelmezését és fogalmát, amelyet perzsa nyelven Isk-e-Hakíki néven ismerünk, számos nagy muszlim misztikus  dolgozta ki. Egyes szúfi írók és költők talán az emberi szeretetet vették metaforának az isteni szeretet meghatározásához, de a legkiemelkedőbb szúfi misztikus gondolkodók azt hirdették, hogy feltárták annak mélyebb valóságát. Rábia volt az, aki elsőként határozta meg az isteni szeretet tanát. A szúfizmusban az „isk” azt jelenti, hogy önzetlenül és feltétel nélkül szeretni Istent. Rúmi számára a szúfizmus maga az isk, és nem az aszkézis („zuhd”) útja.
Rábia megvetette azokat a hívőket, akik csak istenfélelemből imádkoztak Allahhoz:
„Ó Uram, ha a pokoltól való félelmemben imádlak Téged, égess el ott, és ha a Paradicsom reményében imádlak Téged, zárj ki onnan, de ha a Te kedvedért imádlak Téged, akkor ne vond meg tőlem a Te Örökkévaló Szépségedet.”
Illetve máskor:
„Nem a pokoltól való félelemből szolgáltam Istent, mert csak egy nyomorult béres lennék, ha félelemből tenném; sem a Paradicsom iránti szeretetből, mert rossz szolga lennék, ha azért szolgálnék, amit kaptam, hanem csakis az Ő iránti szeretetből és vágyakozásból szolgáltam Őt.”
Híres az Istennel való közösségről szóló tanításáról, amely minden szeretet felett áll. Emberi, személyes kapcsolatairól így vallott:
„Minden igaz szerelmes a szeretett személlyel való meghittséget keresi, de a testem jelen van azok számára, akik keresik a társaságát, és a testem barátságos a vendégeivel szemben. De szívem Kedvese a lelkem vendége.”

## Versek és mondások
A gyakran neki tulajdonított versek közül sok más költőtől és más korból származik, talán azért maradhattak fenn, mert mondanivalójuk egybecseng Rábia hitvallásával.
A leghíresebb, a szerelem két fajtájáról, a saját céljait kereső és a csak Istent és az Ő dicsőségét hirdető szerelemről szóló, híres és sokat idézett, fordított és kommentált műve:
Két szerelemmel szeretlek Téged: egy önző szeretettel
és egy olyan szeretettel, amelyre [egyedül] Te vagy méltó.
Az önző szeretet elfordít engem mindattól, ami nem Te vagy, és csak Rád gondolok.
De ami azt a szeretetet illeti, amelyre [egyedül] Te vagy méltó, hogy
Te felemeled a fátylat, hogy láthassalak Téged.
Sem az egyik, sem a másik esetben nincs érdemem, de az első és a második dicsérete teljes egészében a Tiéd.
Al-Ghazáli megjegyzi a verssel kapcsolatban: Az önző szeretet alatt az Isten iránti szeretetet értette, az Ő kegyeiért és kegyelméért, amit adott, és az átmeneti boldogságért, a hozzá méltó szeretet alatt pedig az Ő Szépsége iránti szeretetet, ami kinyilatkoztatott neki, és ez a két szeretet közül ez a magasabb és a finomabb.
Mint minden misztikus, Rábia is az Istennel való egyesülést kereste. Egy versében ezt írja: „Reményem a Veled való egyesülés, mert ez vágyam célja”, egy másikban „Megszűntem létezni, és kiléptem önmagamból. Eggyé váltam Istennel, és teljesen az övé vagyok”. Rábia tehát a róla szóló hagyományok szerint abban különbözik a korai szúfiktól, akik egyszerűen aszkéták és quietisták voltak, hogy ő igazi misztikus volt, akit lángoló szeretet ihletett.

## Megjelenése a kultúrában
A Rábiáról szóló történetek a középkorban a kereszténység körében is tovább éltek, azokat keresztényekkel személyesítették meg, talán a történetek szépsége és tanulságai miatt. Például az a legenda, amiben Rábia egyik kezében tüzet, a másikban vizet tart, és azt válaszolja néhány fiatalnak, akik megkérdezték tőle, hová megy: „...az ég felé, hogy egy kis tüzet dobjak a Paradicsomba, és egy kis vizet a pokoltűzre, hogy mindkettő eltűnjön, és az emberek remény és félelem nélkül szemlélhessék Istent, mert ha nem lenne sem remény a Paradicsomra, sem félelem a pokoltűztől, akkor imádnák-e az al-Hakkot, és alávetnék-e magukat neki?”. Ez a szöveg, amely perzsa nyelven AfiakI (14. század) Mandkib al-adrifin  című művében szerepel, szinte szóról szóra újra megtalálható a Memoires du sieur dejoinville, (Paris 1854) szöveggyűjteményben, azzal a különbséggel, hogy egy breton Yves nevű prédikátor szerzetes, akit IX. Lajos francia király (a későbbi Szent Lajos) küldött a Damaszkuszba, útközben találkozik egy öregasszonnyal, aki tüzet és vizet hordoz.
Rábia félig legendás személyisége romantikus életrajzokat, zeneszámokat és két török illetőségű filmet is ihletett. Az egyik ilyen filmet, az 1973-ban bemutatott Rabia címűt Osman F. Seden rendezte, és Fatma Girik játszotta Rabia főszerepét. egy másik török film Rabiáról, a Rabia, İlk Kadın Evliya (Rabia, az első női szent), szintén 1973-ban készült, Süreyya Duru rendezésében, Hülya Koçyiğit főszereplésével.